# HD 76629
HD 76629，又名BD+09 2093，SAO 117301、HR 3567，是一颗恒星，视星等为6.19，位于銀經219.06，銀緯32.28，其B1900.0坐标为赤經8h 52m 18.4s，赤緯+9° 32.28′ 23″。